# Catania
Catania er med sine 306.464 indbyggere den næststørste by på den italienske ø Sicilien. Byen, som er hovedstad i provinsen Catania, ligger ved foden af vulkanen Etna. Provinsen omfatter 58 kommuner og dækker et 3.553 km² stort område.
10 kilometer sydvest for Catania ligger den militære NATO-flyvestation Naval Air Station Sigonella.
Efter ødelæggelserne ved et vulkanudbrud i 1693 blev byen genopbygget i barok byggestil. Den gamle bydel står, sammen med andre barokke byer i den nærliggende Val di Noto , på UNESCOs liste over verdens kulturarv.